# دانشگاه آدام میکیویچ در پوزنان
۵۲°۲۴′۲۸″ شمالی ۱۶°۵۴′۵۶″ شرقی / ۵۲٫۴۰۷۷۸°شمالی ۱۶٫۹۱۵۵۶°شرقی
دانشگاه آدام میکیویچ ((به لهستانی: Uniwersytet im. Adama Mickiewicza w Poznaniu) آداما میکیویچا و پوزنانیو ; لاتین: Universitas Studiorum Mickiewicziana Posnaniensis) یک دانشگاه پژوهشی در پوزنان، لهستان است.
مستند به زمان اعطای منشور سلطنتی توسط پادشاه زیگیسموند سوم واسا، کالج انجمن عیسی اولین دانشگاه در پوزنان بوده و سابقه آن به سال ۱۶۱۱(میلادی) می‌رسد. انجمن هنر و علوم پوزنان که نقش مهمی در هدایت پوزنان برای آغاز شهرت خود به عنوان یک مرکز فکری اصلی در دوران پوزیتیویسم و تقسیمات لهستان داشت، تأسیس دانشگاه را آغاز کرد.مراسم افتتاحیه مؤسسه تازه تأسیس در ۷ مه ۱۹۱۹ یعنی ۳۰۸ سال پس از تأسیس رسمی آن توسط پادشاه لهستان و در چهارصدمین سالگرد تأسیس آکادمی لوبرانسکی که ذات آن محسوب می‌شود، برگزار شد. نام اصلی آن دانشگاه دودمان پیاست (لهستانی: Wszechnica Piastowska) بود که بعداً در سال ۱۹۲۰ به دانشگاه پوزنان (لهستانی: Uniwersytet Poznański) تغییر نام داد. در طول جنگ جهانی دوم کارکنان و دانشجویان دانشگاه یک دانشگاه زیرزمینی لهستانی را (سرزمین‌های غربی) (لهستانی: Uniwersytet Ziem Zachodnich) افتتاح کردند. در سال ۱۹۹۵ دانشگاه پوزنان، شاعر لهستانی قرن نوزدهم آدام میکیویچ را به عنوان حامی جدید پذیرفت و نام خود را به نام فعلی تغییر داد.
این دانشگاه در شش واحد آکادمیک اصلی و پنج مدرسه تحقیقاتی متشکل از بیست دانشکده و دانشکده دکتری با پردیس‌هایی در سرتاسر شهر قدیمی موراسکو تشکیل شده‌است. این دانشگاه تقریباً ۴۰۰۰ کارمند آکادمیک را استخدام می‌کند و بیش از ۴۰۰۰۰ دانشجو دارد که در حدود ۸۰ رشته تحصیل می‌کنند. بیش از نیمی از دانشجویان را زنان تشکیل می‌دهند. زبان آموزش معمولاً لهستانی است، اگرچه چندین مدرک به زبان آلمانی یا انگلیسی ارائه می‌شود. کتابخانه دانشگاه یکی از بزرگ‌ترین کتابخانه‌های لهستان است و یکی از بزرگترین مجموعه‌های فراماسونری اروپا، از جمله نسخه ۱۷۲۳ قانون اساسی فراماسون‌ها ی جیمز اندرسون (فراماسون) را در خود جای داده‌است. این دانشگاه در حال حاضر بیش از ۷۹ مجله تحقیقاتی را منتشر می‌کند، که اکثر آنها بر روی پلت فرم انتشار Pressto مبتنی بر سیستم مجلات باز است. مخزن دانشگاه آدام میکیویچ حاوی بیش از ۲۳۷۰۴ مقاله از انتشارات تحقیقاتی است و یکی از اولین مخازن تحقیقاتی در لهستان است.
با توجه به تاریخچه خود، این دانشگاه به‌طور سنتی معتبرترین مؤسسه آموزش عالی لهستان در نظر گرفته می‌شود، این وضعیت به همان اندازه در رتبه‌بندی‌های ملی منعکس شده‌است. دانشگاه آدام میکیویچ یکی از اعضای انجمن دانشگاه‌های اروپایی، EUCEN، شبکه دانشگاه‌های اروپایی SGroup، گروه دانشگاه‌های کامپوستلا و EPICUR است.

## تاریخچه

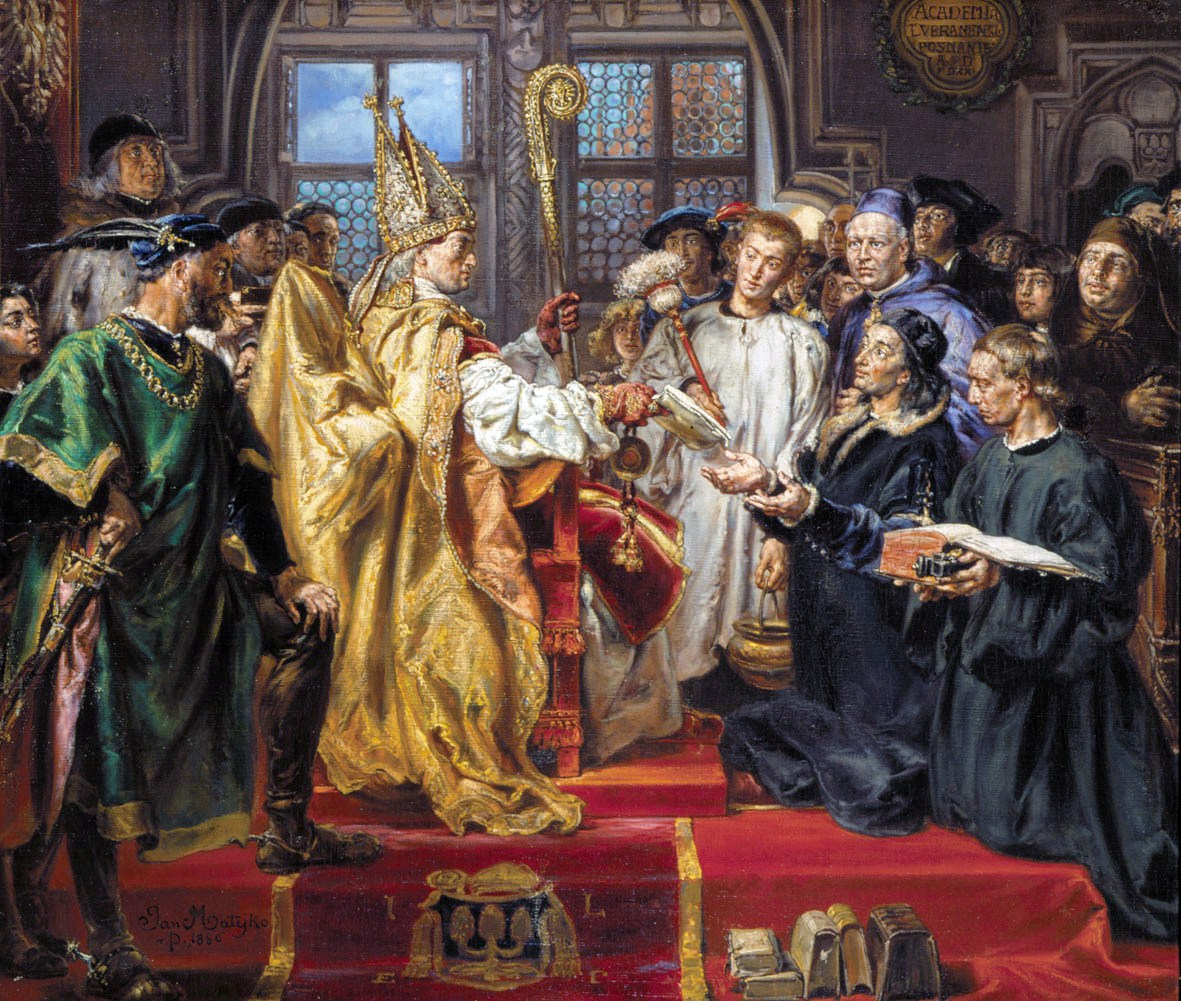
تأسیس آکادمی لوبرانسکی در سال ۱۵۱۸، نقاشی شده توسط یان ماتیکو (۱۸۸۶).

از ابتدای تأسیس دانشگاه آدام میکیویچ به طوری با تاریخ خود پوزنان و تا حدودی با تاریخ کل جمهوری لهستان مرتبط بوده‌است که توسط کشورهای همسایه (پروس، اتریش، مجارستان و روسیه) تقسیم شده بود. و در اواخر قرن هجدهم برای بیش از صد سال از نقشه اروپا ناپدید شده بود. در ۲۸ اکتبر ۱۶۱۱، زمانی که تحت منشور سلطنتی اعطا شده توسط پادشاه زیگیسموند سوم واسا، کالج انجمن عیسی اولین دانشگاه در پوزنان شد. این فرمان بعداً با منشورهایی که توسط پادشاه ژان دوم کازیمیر واسا در سال ۱۶۵۰ و پادشان ژان سوم سوبیسکی در سال ۱۶۷۸ صادر شده بود تأیید شد، دانشگاه در پوزنان تا سال ۱۷۷۳ ادامه داشت. بر اساس این اساسنامه، دانشگاه به اعضای خود مدارک علمی اعطا می‌کرد.

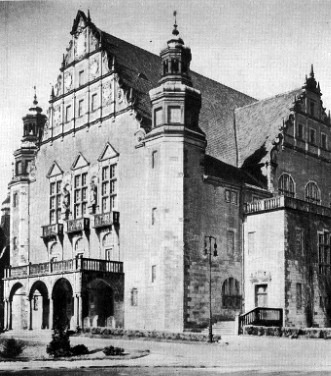
Collegium Minus به عنوان بخشی از Reichsuniversität Posen نازی (۱۹۴۱)

مراسم افتتاحیه آکادمی جدید و تازه تأسیس در ۷ مه ۱۹۱۹ یعنی ۳۰۸ سال پس از تأسیس رسمی آن توسط پادشاه لهستان و ۴۰۰ امین سالگرد تأسیس آکادمی لوبرانسکی که ذات معنوی آن محسوب می‌شود برگزار شد. نام اصلی آن دانشگاه دودمان پیاست (لهستانی: Wszechnica Piastowska) بود که بعدا در سال ۱۹۲۰ به دانشگاه پوزنان (لهستانی: Uniwersytet Poznański) تغییر نام داد. در سال ۱۹۲۰، فلوریان زنیکی، جامعه‌شناس، اولین بخش جامعه‌شناسی لهستان را در دانشگاه تأسیس کرد که یکی از اولین بخش‌های این چنینی در اروپا بود. در همان دوره از تاریخ دانشگاه، گیاه‌شناس جوزف پاکوسکی اولین مؤسسه جامعه‌شناسی گیاهی جهان را تأسیس کرد.
پس از حمله به لهستان، پوزنان توسط آلمان انضمام شد و دانشگاه توسط نازی‌ها در سال ۱۹۳۹ بسته شد. این دانشگاه در سال ۱۹۴۱ به عنوان یک دانشگاه آلمانی بازگشایی شد که تا سال ۱۹۴۴ فعالیت داشت. کارکنان و دانشجویان دانشگاه لهستان که برخی از آنها توسط آلمانی‌ها به ورشو تبعید شدند، دانشگاه زیرزمینی لهستانی (سرزمین‌های غربی) (لهستانی: Uniwersytet Ziem Zachodnich) را افتتاح کردند که کلاس‌های آن در آپارتمان‌های خصوصی برگزار می‌شد. بسیاری از استادان و کارکنان در قلعه هفتم در پوزنان زندانی و اعدام شدند، از جمله پروفسور استانیسلاو پاولوفسکی (رئیس دانشگاه در سال‌های 1932-1933). دانشگاه لهستان پس از پایان جنگ جهانی دوم به شکل بسیار کوچکتر بازگشایی شد. در سال ۱۹۵۰، دانشکده پزشکی، از جمله بخش دندانپزشکی و دانشکده داروسازی، برای تشکیل یک مؤسسه جداگانه، که اکنون دانشگاه علوم پزشکی پوزنان است، جدا شد. در سال ۱۹۹۵ دانشگاه پوزنان، شاعر لهستانی قرن نوزدهم آدام میکیویچ را به عنوان حامی جدید پذیرفت و نام خود را به نام فعلی تغییر داد.